# Tégument (virologie)

Schéma d'un herpesvirus

Un tégument, plus communément appelé protéine de matrice, est un groupe de protéines qui tapisse l'espace entre l'enveloppe virale et la capside de tous les Herpesvirales. Le tégument contient des protéines qui facilitent la réplication virale et l'évasion de la réponse immunitaire, avec l'inhibition de la signalisation dans le système immunitaire et l'activation des interférons. Le tégument est libéré dans le cytoplasme peu de temps après l'infection. Ces protéines sont généralement formées au cours de la phase tardive du cycle infectieux, après la réplication des gènes viraux,,.

## Propriété des téguments
Les téguments viraux peuvent être disposés symétriquement ou asymétriquement via des protéines structurelles, selon le virus. Les téguments sont rarement placés au hasard et nécessitent des protéines structurelles dans leur organisation autour de la capside. Les protéines non essentielles du tégument peuvent contribuer à la suppression de la réponse immunitaire, à la suppression de la transcription de l'ARNm de l'hôte ou à la suppression des défenses cellulaires. Les protéines essentielles comprendront des facteurs qui contribuent au trafic de la capside vers le noyau (pour les herpesviridae), au recrutement de facteurs de transcription ou de traduction de l'hôte, ou à la transcription ou à la traduction directe des gènes viraux. Les téguments sont libérés dans le cytoplasme lors de son entrée dans la cellule. Le tégument peut également faciliter l'insertion du génome viral dans le cytoplasme ou le noyau de la cellule hôte.